# Урођене срчане мане
Урођене срчане мане су урођене аномалије срца и великих крвних судова грудног коша. Услед тих аномалија долази до промене тока крви кроз плућа и срце што се манифестује разним тегобама у виду цијанозе, замарања, осећаја губитка ваздуха, губитка свести...

## Учесталост
Око 0.8-1% новорођенчади има неки облик урођених срчаних мана. Оне се најчешће дијагностикују у феталном периоду уз помоћ ултразвука, непосредно после рођења или раном детињству.
| Најчешће урођене срчане мане        | учесталост |
| Коморски дефект септума             | 25-30%     |
| Преткоморски дефект септума         | 10-15%     |
| Дуктус артериозус                   | 10%        |
| Стеноза аортног сужења              | 7%         |
| Стеноза пулмоналног ушћа            | 7%         |
| Стеноза аортног ушћа                | 6%         |
| Тетралогија Фаллот                  | 6%         |
| Транспозиција великих крвних судова | 4%         |

Међутим неке урођене аномалије срца се због својих благих симптома дијагностикују тек у одраслом добу. Најчешће урођене аномалије које се срећу код одраслих су преткоморски дефект септума (атријални септални дефект), дуктус артериозус, бикуспидни аортни залистак.

## Узрок
Урођене срчане мане настају услед дејства више фактора.
У око 5% мана налазе се разне нумеричке аберације хромозома (аномалије) нпр. тризомија хромозома 21 или Даунов синдром. Такође је и Тарнеров синдром праћен урођеним аномалијама срца.
Много чешће су урођене мане срца узроковане разним структурним аномалијама хромозама као нпр. делецијама.
Поред генетичких узрока срчане мане могу изазвати разни фактори из спољашње средине:
- инфекције нпр. рубеола у току трудноће
- разне хемијске супстанце
- алкохол
- цитостатици
- зрачење...

## Подела
Последица ових урођених аномалија је промена у току крви кроз срце и плућа. Може доћи и до повећаног и до смањеног протока крви кроз ова два органа. Тако да се по том критеријуму све срчане мане могу поделити на мане са:
- повећаном прокрвљеношћу плућа
- смањеном прокрвљеношћу плућа

Урођене мане срца најчешће доводе до појаве абнормалних комуникације између системског и плућног крвотока које се зову шант. Услед тих комуникација долази до мешања оксигенисане, артеријске крви са венском крвљу у зависности од притиска у системском и плућном крвотоку.
Шант може бити лево-десни и десно-леви, па се на основу тога све срчане мане деле на оне са лево-десним и оне са десно-левим шантом.
Један део урођених срчаних мана не доводи до појаве шанта па су то мане без шанта.
Тако да би главна подела срчаних мана била на: Мане са лево-десним шантом, мане са десно-левим шантом и мане без шанта

### Мане са лево-десним шантом
Чине око 55% свих урођених срчаних мана. Крв прелази у овом случају из аорте односно леве коморе или преткоморе у десну комору или преткомору односно плућну артерију. Ове мане се зову и мане са касном цијанозом, јер се цијаноза јавља тек у одраслом добу. У ову групу спадају:
- Коморски дефект септума
- Преткоморски дефект септума
- Дуктус артериозус

### Мане са десно-левим шантом
Чине око 20% свих урођених срчаних мана. У овом случају крв прелази из десне коморе или преткоморе директно у леву комору или преткомору. Ове мане се зову и мане са раном цијанозом, јер венска крв која је сиромашна кисеоником, а богата угљен-диоксидом прелази директно у системску циркулацију, без оксигенације у плућима. Овде спадају:
- Тетралогија Фалот
- Транспозиција великих крвних судова срца
- Трункус артериозус
- Ебштајнова аномалија
- Атрезија трикуспидног ушћа

### Мане без шанта
Чине око 25% урођених срчаних мана. Овде спадају:
- Стеноза пулмоналног ушћа
- Стеноза аортног ушћа
- Стеноза аортног сужења

## Патогенеза
- Услед оптерећења срца повећаним волуменом крви (јер се крв враћа у срце) и притиском може временом доћи до срчане инсуфицијенције.
- Може се јавити услед декомпензације и кардиогени шок нпр. при рођењу услед промене притиска и тока крви.
- Неке урођене срчане мане доводе услед повећане прокрвљености плућа до едема плућа, што се манифестује као диспнеја (осећај губитка ваздуха).
- Услед повећане прокрвљености плућа, долази до повећања притиска у плућној циркулацији што води до плућне хипертензије, а касније и до хипертрофије и инсуфицијенције десне коморе.
- Због смањеног и неефективног срчаног рада може доћи до краткотрајног губитка свести, синкопа.

Такође и до заостајања у развоју и појаве разних инфекција поготово ендокардитиса.